# Yaktak
Yaroslav Mykolaiovych Karpuk (en ucraniano: Ярослав Миколайович Карпук; nacido el 4 de mayo de 2005), conocido profesionalmente como Yaktak (estilizado en mayúsculas), es un cantante y compositor ucraniano de pop y hip-hop.

## Biografía
Desde pequeño, sus abuelos cultivaron en Karpuk el amor por la música. Su abuela materna impartía clases en la Escuela de Música Infantil de Stará Výzhivka, mientras que su abuelo ejercía la docencia en el Liceo Vocacional de la misma localidad.
Karpuk se graduó en el gimnasio del pueblo de su familia.Actualmente cursa estudios en la Academia Municipal de Variedades y Artes Circenses de Kiev, donde se especializa en canto.
En 2019, Karpuk participó en la quinta temporada del programa de televisión ucraniano "Holos.Dity" (equipo Dzidzio ), llegó a la súper final y obtuvo el segundo lugar. En 2020 obtuvo el primer y segundo lugar en el Campeonato Mundial de Artes Escénicas (Los Ángeles).
Desde 2021 escribe sus propias canciones y música para ellos.El mismo año ganó el Gran Premio en el festival Chornomorski ihry.

### Proyecto Yaktak
En febrero de 2022, lanzó su proyecto en solitario Yaktak en Kiev.
Tiene trabajos a dúo con Jerry Heil, MamaRika, SOBOL, DOVI, Kola, Golubenko. Según el sitio web Weekno, Yaktak ocupa cada semana altas posiciones en el TOP 10.
Fue premiado en los Premios Muzvar 2023.
Fue seleccionado como uno de los finalistas de the Ukrainian preselection para el Festival de Eurovisión 2024 con la canción "Lalala".Terminó en cuarta posición.

## Videoclips
| Año  | Título                                                    | Director            |
| ---- | --------------------------------------------------------- | ------------------- |
| 2022 | "Hutsulka Ksenia" / «Гуцулка Ксеня»                       | Andrii Sobolevskyi  |
| 2022 | "Povistka" / «Повістка»                                   | Andrii Sobolevskyi  |
| 2022 | "Stwfaniia" / «Стефанія»                                  | Andrii Sobolevskyi  |
| 2022 | "Peremozhe dobro" / «Переможе добро»                      | Andrii Sobolevskyi  |
| 2022 | "Bilia topoli" / «Біля тополі» (cover)                    | Andrii Sobolevskyi  |
| 2022 | "Probach" / «Пробач»                                      | Andrii Sobolevskyi  |
| 2022 | "Ridna maty" / «Рідна мати»                               | Andrii Sobolevskyi  |
| 2022 | "V pustii kimnati" / «В пустій кімнаті» (with Jerry Heil) | Gosha Kosmo         |
| 2022 | "Batku" / «Батьку»                                        | Andrii Sobolevskyi» |
| 2022 | "Narechena" / «Наречена»                                  | Andrii Sobolevskyi  |
| 2022 | "Vrodlyva" / «Вродлива»                                   | Andrii Sobolevskyi  |
| 2022 | "Pohliad" / «Погляд» (with SOBOL)                         | Andrii Sobolevskyi  |
| 2022 | "Ne movchu" / «Не мовчи»                                  | Volodymyr Servetnyk |
| 2022 | "V kozhnii rodyni" / «В кожній родині»                    | Volodymyr Servetnyk |
| 2022 | "Chekaie vdoma" / «Чекає вдома» (with DOVI)               | Leonid Lavtseniuk   |
| 2023 | "Ne zabuvai" / «Не забувай»                               | Volodymyr Servetnyk |
| 2023 | "Koly bolyt dusha" / «Коли болить душа»                   | Viktor Volos        |
| 2023 | "Striliai" / «Стріляй»                                    | Viktor Volos        |
| 2023 | "Porichka" / «Порічка» (with Kola)                        | Andrii Sobolevskyi  |
| 2023 | "Perekotypole" / «Перекотиполе» (with DOVI)               | Mariia Dorichenko   |
| 2023 | "Sylet" / «Силует»                                        | Viktor Volos        |

## Premios
| Año  | Sujeto | Categoría                                    | Premios        | Resultado | Árbitro |
| ---- | ------ | -------------------------------------------- | -------------- | --------- | ------- |
| 2023 | –      | Los mejores nombres nuevos de la música pop. | Premios Múzvar | Ganador   | [ 8 ]   |